# آيت علا أوميمون (زايدة)
آيت علا أوميمون هو دُوَّار يقع بجماعة زايدة، إقليم ميدلت، جهة درعة تافيلالت في المملكة المغربية. ينتمي الدوّار لمشيخة زايدة التي تضم 3 دواوير. يقدر عدد سكانه بـ 156 نسمة حسب الإحصاء الرسمي للسكان والسكنى لسنة 2004.

## وصلات خارجية
- البوابة الوطنية للجماعات الترابية
- المندوبية السامية للتخطيط